# Škropeti
Škropeti (en italien : Scropetti) est une localité de Croatie située en Istrie, dans la municipalité de Karojba, dans le comitat d'Istrie. En 2001, la localité comptait 404 habitants.

## Démographie
| 1948 | 1953 | 1961 | 1971 | 1981 | 1991 | 2001 |
| ---- | ---- | ---- | ---- | ---- | ---- | ---- |
| 355  | 374  | 308  | 295  | 363  | 353  | 404  |